# Nowosiółki (województwo zachodniopomorskie)
Nowosiółki – osada w Polsce położona w województwie zachodniopomorskim, w powiecie koszalińskim, w gminie Bobolice.
W latach 1975–1998 miejscowość położona była w województwie koszalińskim.

## Zabytki
- park dworski, z drugiej poł. XIX, nr rej.: 1069 z 8.01.1979, pozostałość po dworze.

Inne miejscowości o nazwie Nowosiółki: Nowosiółki